# Natalia Streignard
Natalia Martínez Streignard este o actriță originară din Venezuela.

## Biografie
Streignard s-a născut în Madrid, Spania. Mama sa a fost din Argentina și tatăl ei din Germania. Când avea 3 ani familia sa a emigrat în Venezuela.

## Telenovele
| An   | Titlu                | Rol                                                              |
| ---- | -------------------- | ---------------------------------------------------------------- |
| 2008 | El Juramento         | Andrea Robles Conde de Landeros                                  |
| 2005 | La Tormenta          | María Teresa Montilla                                            |
| 2004 | ¡Anita, no te rajes! | Ariana Dupont Aristizábal de Contreras                           |
| 2002 | Mi Gorda Bella       | Valentina Villanueva Lanz de Villanueva/Bella de la Rosa Montiel |
| 2001 | La Niña de mis ojos  | Isabel Díaz Antoni                                               |
| 2001 | Soledad              | Deborah Gutiérrez                                                |
| 2000 | Mi destino eres tú   | Sofía Devesa Leyva                                               |
| 1998 | La Mujer de mi vida  | Barbarita Ruiz de Montesinos                                     |
| 1996 | Sol de Tentacion     | Sol Romero                                                       |
| 1995 | Dulce enemiga        | María Laura Andueza                                              |
| 1993 | Pedacito de Cielo    | Angelina                                                         |